# Maison Van den Heede
La Maison Van den Heede es una casa de estilo Art Nouveau diseñada por el arquitecto bruselense Gustave Strauven, autor, entre otros, de la Maison Saint-Cyr, la Maison Van Dyck o la Maison Strauven construidas en el mismo barrio.

Está ubicada en el número 4 de la rue de l'Abdication en el distrito de Squares de Bruselas. En la misma calle, en el número 31, se encuentra la Maison-atelier del escultor Pierre Braecke diseñada por Victor Horta.

## Descripción

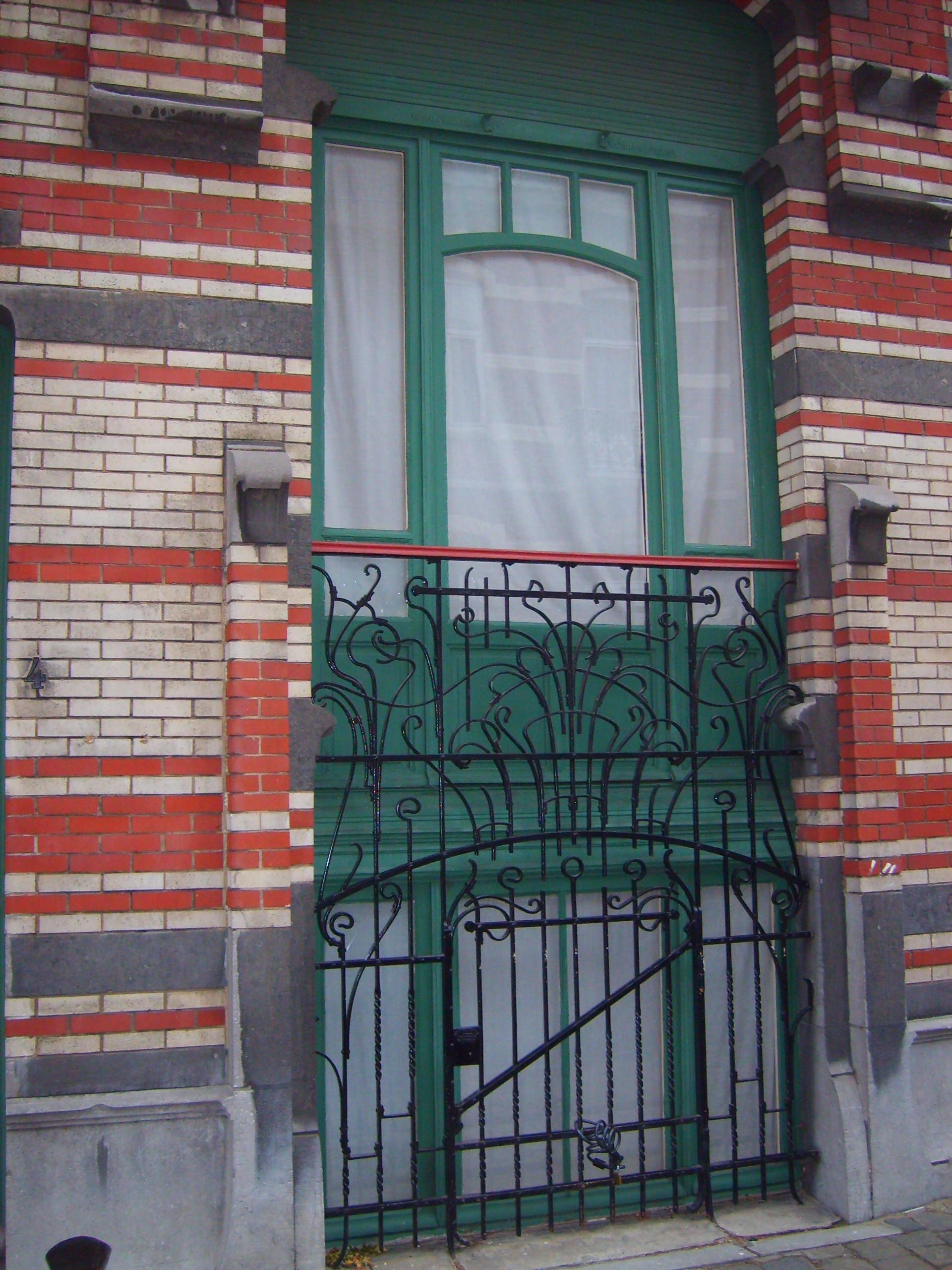
Casa Van den Heede.

Fiel a su originalidad y exuberancia, Gustave Strauven construyó una casa en 1902 donde los miradores ocupaban más de las tres cuartas partes de la superficie de la fachada. También hay una importante desproporción en el ancho de los dos vanos del edificio. El tramo pequeño está desplazado hacia adentro, mientras que la base del tramo principal está ligeramente curvada.
Tres materiales diferentes, ladrillo rojo, ladrillo blanco y piedra azul, se suceden en franjas por toda la fachada e imprimen en la fachada una policromía bien rítmica donde el ladrillo blanco va dejando paso al ladrillo rojo con el paso del tiempo. del edificio. La planta superior es buhardilla.
A la izquierda, el pequeño vano está enteramente perforado en su centro por una sucesión de vanos superpuestos.
El vano tiene una planta baja de altura inusual ya que incluye una ventana de sótano bajo la crujía principal. En el nivel superior, un imponente mirador ocupa todo el espacio. En el último nivel del ático, dos contrafuertes de ladrillo rodean una ventana abuhardillada y dos pilastras. Las rejas de hierro forjado tipo latigazo protegen las aberturas superpuestas en la planta baja y forman un balcón frente al lucernario en el nivel superior.

## Artículos relacionados
- Art Nouveau en Bélgica
- Art Nouveau en Bruselas
- Gustavo Strauven
- Casa de San Cyr
- Casa Van Dyck
- Edificio Beck